# 1441 w literaturze
Wydarzenia literackie w 1441 roku.

## Urodzili się
- Matteo Maria Boiardo – poeta włoski (zm. 1494)
- Ali Szer Nizamaddin Nawoi – poeta uzbecki (zm. 1501)